# Otini
Otini è una tribù di uccelli della sottofamiglia Striginae che comprende 3 generi:

- Otus Pennant, 1769 (52 specie)
- Pyrroglaux Yamashina, 1938 (1 sp.)
- Mascarenotus † Mourer-Chauviré et al., 1994 (3 spp.)